# Голіта (Каліфорнія)
Голіта (англ. Goleta) — місто (англ. city) в США, в окрузі Санта-Барбара штату Каліфорнія. Населення — 32 690 осіб (2020).

## Географія
Голіта розташована за координатами 34°26′6″ пн. ш. 119°51′28″ зх. д. / 34.43500° пн. ш. 119.85778° зх. д. (34.434875, -119.857741).  За даними Бюро перепису населення США в 2010 році місто мало площу 20,65 км², з яких 20,47 км² — суходіл та 0,19 км² — водойми.

### Клімат
| Клімат : Голіта                          | Клімат : Голіта | Клімат : Голіта | Клімат : Голіта | Клімат : Голіта | Клімат : Голіта | Клімат : Голіта | Клімат : Голіта | Клімат : Голіта | Клімат : Голіта | Клімат : Голіта | Клімат : Голіта | Клімат : Голіта | Клімат : Голіта |
| Показник                                 | Січ.            | Лют.            | Бер.            | Квіт.           | Трав.           | Черв.           | Лип.            | Серп.           | Вер.            | Жовт.           | Лист.           | Груд.           | Рік             |
| Абсолютний максимум, °C                  | 31,7            | 31,7            | 35,6            | 38,3            | 38,3            | 39,4            | 42,2            | 37,2            | 40,6            | 39,4            | 36,1            | 33,3            | 42,2            |
| Середній максимум, °C                    | 18,2            | 18,6            | 18,9            | 20,6            | 20,9            | 21,8            | 23,7            | 24,4            | 23,9            | 22,7            | 20,5            | 18,2            | 21,1            |
| Середній мінімум, °C                     | 8,0             | 8,9             | 9,9             | 11,0            | 12,6            | 14,2            | 15,8            | 15,8            | 15,3            | 13,4            | 10,2            | 8,2             | 11,9            |
| Абсолютний мінімум, °C                   | −6,7            | −2,8            | −1,1            | −1,1            | 2,2             | 5,6             | 6,7             | 7,8             | 3,3             | 1,1             | −2,2            | −3,9            | −6,7            |
| Днів з дощем                             | 6,5             | 6,3             | 6,5             | 2,9             | 1,4             | 0,9             | 0,4             | 0,5             | 1,2             | 1,7             | 3,8             | 4,9             | 37,0            |
| ---------------------------------------- | --------------- | --------------- | --------------- | --------------- | --------------- | --------------- | --------------- | --------------- | --------------- | --------------- | --------------- | --------------- | --------------- |
| Джерело: Western Regional Climate Center |                 |                 |                 |                 |                 |                 |                 |                 |                 |                 |                 |                 |                 |

## Демографія
Згідно з переписом 2010 року, у місті мешкало 29 888 осіб у 10 903 домогосподарствах у складі 6806 родин. Густота населення становила 1447 осіб/км².  Було 11473 помешкання (555/км²).
Расовий склад населення:
| - 69,7 % — білих - 9,1 % — азіатів - 1,6 % — чорних або афроамериканців - 0,9 % — корінних американців - 0,1 % — вихідців з тихоокеанських островів - 14,0 % — осіб інших рас |

До двох чи більше рас належало 4,6 %. Частка іспаномовних становила 32,9 % від усіх жителів.
За віковим діапазоном населення розподілялося таким чином: 21,2 % — особи молодші 18 років, 65,3 % — особи у віці 18—64 років, 13,5 % — особи у віці 65 років та старші. Медіана віку мешканця становила 36,5 року. На 100 осіб жіночої статі у місті припадало 101,3 чоловіків;  на 100 жінок у віці від 18 років та старших — 100,2 чоловіків також старших 18 років.
Середній дохід на одне домашнє господарство  становив 95 214 долари США (медіана — 80 438), а середній дохід на одну сім'ю — 109 924 долари (медіана — 97 510). Медіана доходів становила 56 889 доларів для чоловіків та 44 175 доларів для жінок. За межею бідності перебувало 8,6 % осіб, у тому числі 6,6 % дітей у віці до 18 років та 5,5 % осіб у віці 65 років та старших.
Цивільне працевлаштоване населення становило 16 356 осіб. Основні галузі зайнятості: освіта, охорона здоров'я та соціальна допомога — 29,2 %, науковці, спеціалісти, менеджери — 12,5 %, роздрібна торгівля — 11,1 %.